# Vasile Hâncu
Vasile Hâncu (n. 30 ianuarie 1870, comuna Poncișoara – d. 1951, la Hunedoara)  a fost medic militar, participant la Marea Adunare Națională de la Alba Iulia, profesor de igienă, director-proprietar al spitalului din Blaj, întemeiat de el în anul 1914 și întemeietorul Organizației Cercetășiei din Blaj în anul 1913.

## Biografie și familie
Vasile Hâncu s-a născut la 30 ianuarie 1870, în comuna Poncișoara.

## Studii
A absolvit facultatea de medicină din București, în anul 1905. .

## Viața și activitatea
A început ca medic în Vechiul Regat, apoi urmând să profeseze la Blaj. La Blaj, acesta a înființat un spital în anul 1914. – aici a fost profesor de igienă la Blaj. Acesta a întemeiat împreună cu profesorul Alexandru Borza, organizația cercetășiei din Blaj în anul 1913. 
În perioada primului războiului mondial, a făcut parte din Sfatul Militar Român din Blaj, format din 11 ofițeri și 10 soldați. El a fost medic inspector al  Batalionului II Blaj, ce aparținea de Legiunea Română din Alba Iulia. El a preluat pe seama administrației românești spitalul „Kamenica”, de la Blaj, în noiembrie 1918, împreună cu profesorul Victor Macavei, George Borsan. La 1 noiembrie 1918, soldații din spitalul „Kamenica”, și-au tăiat și aruncat rozetele de la chipiul militar cu monograma regală și au purtat în locul lor funde albe și tricolore.  Momentul evacuării acestui spital este redactat de  Victor Macavei în aceiași lună, în ziarul „Unirea”, un ziar local al Blajului. Doctorul Vasile Hâncu, împreună cu o parte din gardiști, au însoțit  delegația de la Blaj la Alba Iulia în 1 decembrie 1918.  La 4 decembrie, devine inspector cu grad de căpitan al  Batalionului II Blaj din Legiunea Română Alba Iulia, care s-a dizolvat la 31 decembrie 1918, dar a devenit un corp de jandarmi români, constituit din 2 ofițeri și 76 de subofițeri și soldați, care au rolul de a înlocui jandarmeria fostului regim.  Împreună cu dr. Cornel Circa a fost medic al Gărzilor Naționale din Blaj, fiind însărcinați să examineze băieții bolnavi din infirmerie zilnic. În 1920, s-a mutat la Hunedoara unde a continuat activitatea în domeniul medical, dar a activat și în cadrul „ASTREI”, societate unde era membru activ încă din 1917. Își încheie activitatea în anul 1930, când se pensionează. A decedat la Hunedoara în 1951.